# Taylor Gang
"Taylor Gang" je promotivni singl repera Wiza Khalife koji se nalazi na bonus izdanju njegovog debitantskog studijskog albuma Rolling Papers. Pjesma je kao singl objavljena u formatu digitalnog downloada, 4. kolovoza 2011. godine. Na pjesmi gostuje Chevy Woods, a producent pjesme je Lex Luger. Spot za pjesmu je objavljen 22. rujna 2011. godine. Redatelj spota je Bill Paladino.

## Popis pjesama
Digitalni download
| Br. | Skladba                                              | Trajanje |
| --- | ---------------------------------------------------- | -------- |
| 1.  | »Taylor Gang« (Explicit) (featuring Chevy Woods)     | 5:35     |
| 2.  | »Taylor Gang« (Clean) (featuring Chevy Woods)        | 5:35     |
| 3.  | »Taylor Gang« (Instrumental) (featuring Chevy Woods) | 5:35     |

## Top ljestvice
| Top ljestvice (2011.)                          | Završna pozicija |
| ---------------------------------------------- | ---------------- |
| SAD (Billboard Bubbling Under Hot 100 Singles) | 22               |

## Datumi objavljivanja
| Država                     | Datum             | Format             | Diskografska kuća                | Izvor |
| -------------------------- | ----------------- | ------------------ | -------------------------------- | ----- |
| Sjedinjene Američke Države | 4. kolovoza 2011. | Digitalni download | Atlantic Records Rostrum Records | [ 2 ] |

## Vanjske poveznice
- Taylor Gang na YouTubeu